# Домбрад
Домбрад (угор. Dombrád) — місто в медьє Саболч-Сатмар-Береґ в Угорщині на річці Тисі. Перша згадка про місто відноситься до 1067 року.
Місто займає площу 51,84 км², там проживає 3 985 жителів (за даними 2010 року).
Місто Домбрад розташоване приблизно за 33 км на північний схід від міста Ньїредьгаза. У місті знаходиться залізнична станція. Поруч знаходиться місто Циганд.
| Угорщина | Це незавершена стаття з географії Угорщини. Ви можете допомогти проєкту, виправивши або дописавши її. |